# Svenska kungliga dop

Karl XI:s dopvagga

Svenska kungliga dop är och har varit en stor händelse och som kringgärdats med extra uppmärksamhet och ceremoniel.

## Tidpunkt och plats
Enligt 1686 års kyrkolag skulle barnet döpas inom åtta dagar efter födseln. Ulrika Eleonora och Karl XI lät döpa sina barn i omgångar, först direkt efter födseln, och lite senare vid den högtidliga ceremonin. 
1864 fastställdes att alla dop skulle ske inom sex veckor från födseln, vilket fasthölls inom kungafamiljen fram till Carl XVI Gustafs dop 1946, som ägde rum först elva veckor efter födseln. Även kungabarnen kronprinsessan Victoria, prins Carl-Philip och prinsessan Madeleines dop har ägt rum mellan elva och femton veckor efter deras respektive födslar. Kungliga barns dop har inte enbart med tradition att göra. Successionsordningen fastslår att kungahusets medlemmar måste ”bekänna sig till den rena evangeliska läran”, annars förloras rätten till tronen. Slottskyrkan har ofta varit den kyrka där dopet ägt rum, med en del undantag.

## Dopklädsel
Silver var länge att jämställa med färgen vitt i kungliga ceremoniella sammanhang. Vitt hade en djup symbolisk betydelse i kristna sammanhang, färgen stod för ljus, oskuld och renhet. Silverduk användes därför ofta till såväl svepning av barnet som till att bäras som en himmel över delar av dopsällskapet.

## Karl XI:s dopvagga
År 1655 fick den blivande Karl XI en vagga av sina morföräldrar i dopgåva. Den finns utställd på Livrustkammaren i Stockholm, och är det enda föremål i museets samling som är i bruk då den fortfarande används vid kungliga dop. Senast den användes var vid prinsessan Estelles dop den 22 maj 2012. En särskild paradvagga för prinsessor har använts sedan 1830, men då Estelle föddes till tronarvinge plockades alltså Karl XI:s vagga fram ur Livrustkammarens källarvalv.
Vaggan är tillverkad i skulpterat, förgyllt och målat trä. En vaggsäng hänger mellan stolpar på en sockel, och ornamentiken består av bland annat vilande putti och änglahuvuden.

## Silverdopfunten
Silverdopfunten, även kallad Karl XI:s dopfunt, används i kyrkan då kungliga prinsar eller prinsessor döps. Första gången den användes var vid Gustaf III:s dop 1746, och senast vid prinsessan Estelles dop 2012.

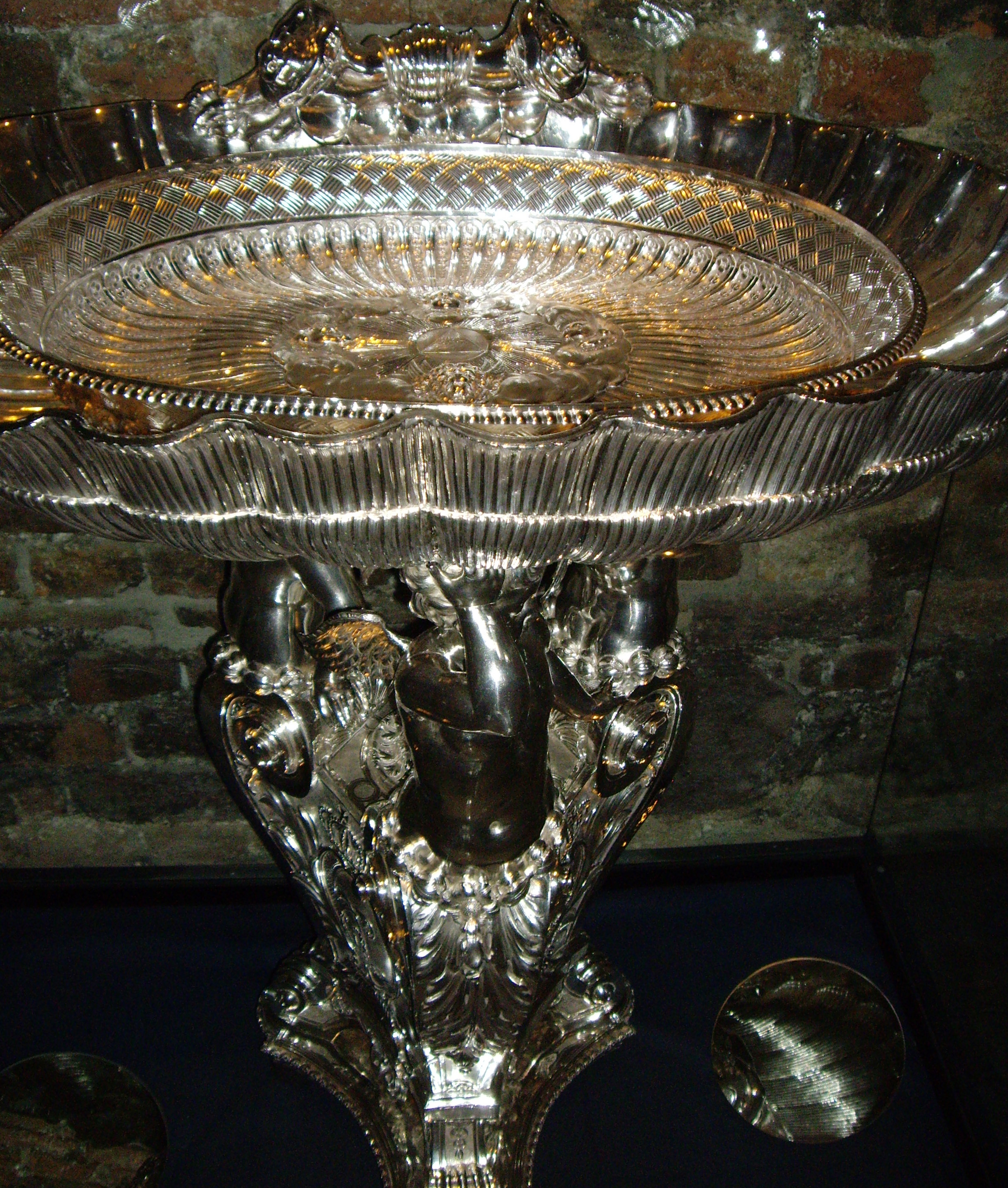
Silverdopfunten

## Kungafamiljens dop
| Namn                    | Dopdatum          | Plats                          | Präst                                                                                           | Faddrar |
| ----------------------- | ----------------- | ------------------------------ | ----------------------------------------------------------------------------------------------- | --- |
| Carl XVI Gustaf         | 7 juni 1946       | Slottskyrkan, Stockholms Slott | Ärkebiskop Erling Eidem                                                                         | Kung Gustaf V, Kronprins Gustaf Adolf, blivande kung Gustaf VI Adolf, Kronprinsessan Louise Mountbatten Hertig Karl Edvard av Sachsen-Coburg-Gotha, Kronprins Fredrik, blivande kung Fredrik IX av Danmark, Kronprinsessan Ingrid, f.d. Ingrid av Sverige, Kronprins Olav, blivande kung Olav V av Norge, Prinsessan Juliana av Nederländerna, Greve Folke Bernadotte och Grevinnan Maria Bernadotte af Wisborg |
| Kronprinsessan Victoria | 27 september 1977 | Storkyrkan                     | Ärkebiskop Olof Sundby                                                                          | Drottning Beatrix av Nederländerna, Prinsessan Désirée, Kung Harald V av Norge och morbror Ralf Sommerlath |
| Prins Carl Philip       | 31 augusti 1979   | Slottskyrkan, Stockholms Slott | Ärkebiskop Olof Sundby och Överhovpredikant Hans Åkerhielm                                      | Prins Bertil, Drottning Margrethe II av Danmark, Prinsessan Birgitta och Prins Leopold av Bayern |
| Prinsessan Madeleine    | 31 augusti 1982   | Slottskyrkan, Stockholms Slott | Ärkebiskop Olof Sundby och Överhovpredikant Hans Åkerhielm                                      | Prinsessan Benedikte av Danmark, Prins Andreas av Sachsen-Coburg-Gotha, Prinsessan Christina och morbror Walter L. Sommerlath |
| Prinsessan Estelle      | 2 maj 2012        | Slottskyrkan, Stockholms Slott | Ärkebiskop Anders Wejryd, Överhovpredikant Lars-Göran Lönnermark och Domprost Åke Bonnier       | Kronprins, blivande kung Willem-Alexander av Nederländerna, Kronprins Haakon av Norge, Kronprinsessan Mary av Danmark, Prins Carl Philip och faster Anna Westling Söderström |
| Prinsessan Leonore      | 8 juni 2014       | Drottningholms slottskyrka     | Ärkebiskop Anders Wejryd, Överhovpredikant Lars-Göran Lönnermark och Pastor Michael Bjerkhagen  | Kronprinsessan Victoria, Tatjana d’Abo, Ernst Abensperg und Traun, Patrick Sommerlath, Alice Bamford och Louise Gottlieb |
| Prins Nicolas           | 11 oktober 2015   | Drottningholms slottskyrka     | Ärkebiskop Antje Jackelén, Överhovpredikant Lars-Göran Lönnermark och Pastor Michael Bjerkhagen | Prins Carl Philip, Natascha Abensperg und Traun, Henry D’Abo, Gustaf Magnuson, Marco Wajselfisz och Katarina von Horn |
| Prins Oscar             | 27 maj 2016       | Slottskyrkan, Stockholms Slott | Ärkebiskop Antje Jackelén, Överhovpredikant Johan Dalman och Pastor Michael Bjerkhagen          | Kronprins Frederik av Danmark, Kronprinsessan Mette-Marit av Norge, Prinsessan Madeleine, Oscar Magnuson och fars kusin Hans Åström |
| Prins Alexander         | 9 september 2016  | Drottningholms slottskyrka     | Ärkebiskop Antje Jackelén, Överhovpredikant Johan Dalman och Pastor Michael Bjerkhagen          | Kronprinsessan Victoria, Victor Magnuson, Lina Frejd, Jan-Åke Hansson och Cajsa Larsson |
| Prins Gabriel           | 1 december 2017   | Drottningholms slottskyrka     | Ärkebiskop emeritus Anders Wejryd, Överhovpredikant Johan Dalman och Pastor Michael Bjerkhagen  | Prinsessan Madeleine, Sara Hellqvist, Thomas de Toledo Sommerlath, Oscar Kylberg och Carolina Pihl |
| Prinsessan Adrienne     | 8 juni 2018       | Drottningholms slottskyrka     | Ärkebiskop Antje Jackelén, Överhovpredikant Johan Dalman och Pastor Michael Bjerkhagen          | Anouska d'Abo, Coralie Charriol Paul, Nader Panahpour, Gustav Thott Charlotte Kreuger Cederlund och Natalie Werner |
| Prins Julian            | 14 augusti 2021   | Drottningholms slottskyrka     | Överhovpredikant Johan Dalman och Pastor Michael Bjerkhagen                                     | Patrick Sommerlath, Johan Andersson, Stina Andersson, Jacob Högfeldt och Frida Vesterberg |
| Prinsessan Ines         | 13 juni 2025      | Drottningholms slottskyrka     | Överhovpredikant Johan Dalman och Pastor Michael Bjerkhagen                                     | Prinsessan Estelle, Fredrik von der Esch, Claes Kockum, Sandrine Kockum och Tiara Larsson |